# Terence Weber
Pour les articles homonymes, voir Weber.
Terence Weber, né le 24 septembre 1996 à Geyer, est un coureur du combiné nordique allemand.

## Biographie
Il est licencié au club de sa ville natale Geyer, que fréquente aussi Eric Frenzel. 
Il fait ses débuts internationaux lors de la saison 2011-2012 et remporte sa première compétition en septembre 2013 à Oberwiesenthal dans la Coupe OPA.
En 2015, Weber enlève le classement général de la coupe OPA,.
Lors des Championnats du monde junior 2014, 2015 et 2016, il remporte à chaque fois la médaille d'argent à l'épreuve par équipes. Lors de l'édition 2016 à Rasnov, il est aussi sur deux podiums individuels : le bronze au Gundersen / 10 km et l'argent au Gundersen / 5 km. Il fait ses débuts en Coupe du monde en décembre 2015 à Lillehammer, où il décroche ses premiers points avec une 17e place. Au Grand Prix d'été 2016, il frôle son premier podium sur une épreuve avec l'élite du combiné en terminant quatrième à Villach.
Il intègre le top dix en 2018 à Hakuba (9e) et améliore ce résultat en fin d'année avec une septième place à Ramsau.
En 2019, il prend part aux Championnats du monde à Seefeld, ses premiers, terminant 25e.
En février 2020, en compagnie de Manuel Faißt, il monte sur son premier podium en Coupe du monde avec une deuxième place au sprint par équipes à Lahti. Il finit l'hiver au seizième rang mondial.
Aux Championnats du monde 2021 à Oberstdorf, il remporte sa première médaille avec l'argent sur le concours par équipes avec Eric Frenzel, Fabian Rießle et Vinzenz Geiger.
Six jours avant le début des épreuves olympiques 2022 de combiné nordique, il est testé positif en Chine au SARS-CoV-2 et est contraint au forfait pour l'épreuve du tremplin normal.

## Palmarès

### Jeux olympiques d'hiver
| Épreuve / Édition | Individuel     | Individuel     | Par équipes Grand tremplin |
| Épreuve / Édition | Petit tremplin | Grand tremplin | Par équipes Grand tremplin |
| JO 2022 Pékin     | Non partant    |                |                            |

### Championnats du monde
| Épreuve / Édition        | Individuel     | Individuel     | Par équipes           | Par équipes           |
| Épreuve / Édition        | Petit tremplin | Grand tremplin | Grand tremplin Sprint | Petit tremplin Relais |
| Mondiaux 2019 Seefeld    | 25e            | -              | -                     | -                     |
| Mondiaux 2021 Oberstdorf | -              | -              | -                     | Argent                |

### Coupe du monde
- Meilleur classement général : 15e en 2021.
- 1 podium en individuel : 1 victoire.
- 2 podiums en relais : 2 deuxièmes places.
- 1 podium par équipes mixte : 1 troisième place.

#### Classements détaillés
| Année     | Classement général final |
| --------- | ------------------------ |
| 2015-2016 | 47e                      |
| 2016-2017 | 30e                      |
| 2017-2018 | 31e                      |
| 2018-2019 | 23e                      |
| 2019-2020 | 16e                      |
| 2020-2021 | 15e                      |
| 2021-2022 | 8e                       |
| 2022-2023 | 28e                      |

#### Détail des victoires
| Édition / Épreuve | Gundersen |
| 2021-2022         | Ruka      |

### Coupe continentale

#### Classements en Coupe continentale
| Année     | Classement général final |
| --------- | ------------------------ |
| 2013-2014 | 58e                      |
| 2014-2015 | 53e                      |
| 2015-2016 | 10e                      |
| 2016-2017 | 23e                      |
| 2017-2018 | 46e                      |
| 2020-2021 | 11e                      |

#### Détail des podiums individuels
| Édition | Épreuve                                  | Place |
| ------- | ---------------------------------------- | ----- |
| 2016    | Pyeongchang (Gundersen – HS109 / 10 km)  | 3e    |
| 2016    | Ramsau (Gundersen – HS109 / 10 km)       | 2e    |
| 2017    | Planica (Gundersen – HS139 / 10 km)      | 2e    |
| 2017    | Planica (Gundersen – HS139 / 10 km)      | 2e    |
| 2018    | Nijni Taguil (Gundersen – HS100 / 10 km) | 3e    |
| 2021    | Nijni Taguil (Gundersen – HS97 / 10 km)  | 1er   |
| 2021    | Nijni Taguil (Mass start – 10 km / HS97) | 1er   |
| 2021    | Nijni Taguil (Gundersen – HS97 / 15 km)  | 1er   |
| 2023    | Ruka (Mass start – 10 km / HS142)        | 1er   |
| 2023    | Ruka (Mass start – 10 km / HS142)        | 1er   |

### Grand Prix d'été
| Année | Classement général final |
| ----- | ------------------------ |
| 2014  | 44e                      |
| 2015  | 25e                      |
| 2016  | 9e                       |
| 2017  | 22e                      |
| 2018  | 17e                      |
| 2019  | nc                       |
| 2021  | 4e                       |

### Coupe OPA
Il remporte le classement général en 2015 et est deuxième en 2014.

### Championnats du monde junior
| Épreuve / Édition | Épreuve / Édition | Val di Fiemme 2014 | Almaty 2015 | Râșnov 2016 |
| ----------------- | ----------------- | ------------------ | ----------- | ----------- |
| Gundersen (10 km) | Gundersen (10 km) | 8e                 | 18e         | 3e          |
| Gundersen (5 km)  | Gundersen (5 km)  | 17e                | -           | 2e          |
| Par équipe        | Par équipe        | 2e                 | 2e          | 2e          |

### Championnats d'Allemagne
| Épreuve / Édition | 2011 | 2012                             | 2013 | 2014 | 2015 | 2016 | 2017 | 2018 | 2019 | 2020 |
| ----------------- | ---- | -------------------------------- | ---- | ---- | ---- | ---- | ---- | ---- | ---- | ---- |
| Gundersen         | 33e  | 22e                              | 4e   | 21e  | 4e   | 6e   | 5e   | 3e   | 5e   | 5e   |
| Team Sprint       | 18e  | Épreuve inexistante à cette date | 6e   | 10e  | 6e   | 4e   | 5e   | 2e   | 2e   | 2e   |